# دفنة مخططة
دفنة مخططة (الاسم العلمي: Daphne striata) هي نوع من النباتات يتبع جنس الدفنة من الفصيلة المثنانية.